# كوريفة نخلية
كوريفة نخلية (الاسم العلمي:Corypha taliera) هو نوع نباتي يتبع جنس الكوريفة من الفصيلة الفوفلية